# Георги I Велики Комнин
Георги Велики Комнин (на гръцки: Γεώργιος Μέγας Κομνηνός; ок. 1255 – след 1284) е император на Трапезунд от 1266 г. до 1280 г. Той е по-големият син на император Мануил I Велики Комнин и третата му съпруга Ирина Сирикина, трапезунтинска аристократка. Наследява своя полубрат Андроник през 1266 г. и управлява в продължебие на 14 години. Георги е първият трапезундски император, който официално използва името Велики Комнин, което преди това е било просто прякор.

## Царуване
Подробностите за вътрешните дела по време на неговото управление са оскъдни. С изключение на продължителността на управлението му, всичко, което Михаил Панарет съобщава за Георги, е загадъчното изявление, че той „е бил коварно предаден от своите архонти на планината Таврезион и взет в плен през юни [1280 г.]“. Въпреки че три различни арменски хроники твърдят, че е бил убит от Абака, хана на Илханата, заедно с атабега на Лори. Георги е бил жив през 1284 г., когато се завръща в Трапезунд и се опитва да си върне трона по време на управлението на брат му Йоан II, когато Панарет заявява, че е бил известен като Скитника.
Мишел Куршанскис изтъква, че когато през 1253 г. изпраща пратеничество при френския крал Луи IX в Сидон, за да иска ръката на принцеса от неговия дом, император Мануил I Велики Комнин всъщност е бил вдовец. След това Куршанскис убедително твърди, че бракът на Мануил с Ирина Сирикина е сключен след тази година, което означава, че Георги не е бил на повече от 13 години – вероятно дори е бил с няколко години по-млад – по време на коронацията си. Така че през първите няколко години от управлението си той най-вероятно е управлявал империята си чрез регент.
Подробностите за външната политика на неговото царуване са сравнително по-изобилни. Един фактор е, че неговият съперник в претенциите за трона на Византийската империя, Михаил VIII Палеолог, се е съгласил да обедини Православната и Католическата църква с подписването на унията по време на Втория събор в Лион през 1274 г.; в резултат на това Георги все повече се възприема като защитник на антиуниатската фракция. Той се оказва директно застрашен от Муин ал-Дин Сюлейман, който контролира Синоп на запад, и от грузинската държава Самцхе-Мешла на изток; Имеретия също е потенциална заплаха, а нейният владетел Давид Умния е оженен за една от дъщерите на Михаил през 1267 г. Михаил също омъжва друга своя дъщеря за Абака Хан от Илханата. В резултат на това Георги Велики Комнин е принуден да преговаря с враговете на Михаил Палеолог. Още през 1266 – 7 г. неаполитанският крал Шарл I Анжуйски пише на Георги; отговорът на трапезундския император обаче не е известен. Протонотарий Огерий докладва на папа Николай III, че Георги разстройва Съюза на църквите, насърчаван от Михаил Палеолог. „Не толкова, че Карл Анжуйски имаше донкихотовски лоялен съюзник в Трапезунд, пише Антъни Брайър, колкото това, че докато Михаил принуждаваше поданиците си да прияемат унията, Георги беше тласкан от бежанци анти-униати от Константинопол да се представя за шампион на православието и да замени „еретика“ Михаил като император в Константинопол“.
Аналите на епископ Стефан съобщават, че Георги имал дъщеря, която се омъжила за грузински благородник. Друга възможна дъщеря (или негова сестра) е омъжена за грузинския цар Деметре II.

## Предателството при Таврезион
Загадъчната бележка на Панарет, че Георги е бил предаден на планината Таврезион, обърква учените както за местоположението, така и за достоверността на събитието. В нито един друг текст не се споменава директно „планината Таврезион“. Има няколко предложени обяснения: планината Тавър, едно от няколкото места на юг от Трапезунд, или Таруца в Източен Анадол. Брайър обсъжда тези възможности, преди да посочи слабостите в тяхната идентификация и да твърди, че под „Таврезион“ Панарет е имал предвид Табриз, който е бил известен по това време във форма, подобна на „Таврезион“: изписването му включва арменското „T'awrez“ или „Даврез“; Марко Поло го нарича „Таурис“, а сирийският епископ на „Таврезиум“ се споменава през 1277 г.
Що се отнася до това как Георги е бил предаден, има поне две различни предложения. От една страна, Джордж Финли и Уилям Милър тълкуват това като доказателство, че той е бил пленен в битка, което мнение се споделя от други историци. От друга страна, Антъни Брайър публикува статия в Byzantinische Zeitschrift, в която твърди, че този пасаж трябва да се тълкува като съобщение, че Георги е бил предаден на Абака Хан от неговите архонти на планина близо до Тебриз, където Абака е пребивавал през лятото на 1280 г. Някои учени, като Мишел Куршански, приемат тълкуването на Брайър.
Трети изследовател, Ахмет Зехироглу, предполага, че Георги е попаднал в капан в резултат на византийски заговор и е взет в плен заедно с майка си от Абака Хан на планината в Дерсим през лятото на 1280 г.
Освен това Брайър посочва, че има признаци, че Георги никога не е усвоил напълно титлата император (василевс), за която има доказателства, че е използвана от баща му Мануил преди него и от брат му Йоан след това. Например, по време на Георги не са отсечени сребърни монети на негово име, въпреки че изненадващо голямо количество (над 200 матрици) е отсечено на името на баща му; Брайър предполага, че някои от тях са емитирани от Георги на името на баща му. Само на една от неговите емисии медни монети Георги носи епитета „Велик Комнин“, докато в други той е описан като „деспот“ – титла, подчинена на императора. Освен това той е единственият владетел на Трапезунд, когото Панарет в своята Трапезундска хроника пропуска да нарече „Велик Комнин“ и не споменава майка му Ирина Сирикина като „деспина“. „Възможно е Абага да е отказал да го признае за Велик Комнин, пише Брайър, оттук допълнителната титла на деспот на една от неговите монети, невъзможността му да емитира сребърни аспери и резервираността на Панарет да му припише каквато и да е титла.“
След като излага аргумента си, Брайър спекулира с последните документирани години от живота на Георги. Брайър посочва, че Георги Скитника от разказа на Панарет не е измамник, който се е появил в Трапезунд през 1284 г., тъй като „е малко вероятно Йоан II да не е разпознал пълнокръвния си по-голям брат“. Вместо това Брайър предполага, че по различни причини Абака хан е пощадил Георги и го е държал затворен, а след смъртта на Абака на 1 април 1282 г. Георги е бил освободен. След това „той отиде при своя зет Деметре II от Грузия и от Грузия предприе атака срещу Трапезунд през 1284 г.“, само за да бъде отхвърлен от същите хора, които го предават четири години по-рано.

## Цитирана литература
- ((en)) Kazhdan, Alexander (ed) (1991). The Oxford Dictionary of Byzantium. Oxford and New York: Oxford University Press, ISBN 0-19-504652-8, COBISS.BG-ID: 1107246820, https://archive.org/details/odb_20210521/mode/2up
- Vougiouklaki, Penelope (23.5.2010). George Grand Komnenos. – Encyclopedia of the Hellenic World: Asia Minor, http://www.ehw.gr/l.aspx?id=7586
- Bryer, Anthony (1975). Greeks and Türkmens: The Pontic Exception. – Dumbarton Oaks Papers, 29, https://www.jstor.org/stable/1291371
- Finlay, George (1851). The History of Greece and the Empire of Trebizond, (1204–1461). Edinburgh: William Blackwood
- Kuršanskis, Michel (1975). L'usurpation de Théodora Grande Comnène. – Revue des études byzantines, 33,  187 - 210, doi:10.3406/rebyz.1975.2030, https://www.persee.fr/doc/rebyz_0766-5598_1975_num_33_1_2030
- Kennedy, Scott (2018). Two Works on Trebizond. – Dumbarton Oaks Medieval Library 52. Cambridge: Harvard University
- Williams, Kelsey Jackson (2006). A Genealogy of the Grand Komnenoi of Trebizond. – Foundations, 2(3). St Andrews Research Repository, 1/2007,  171 - 189, ISSN 1479-5078, https://research-repository.st-andrews.ac.uk/bitstream/handle/10023/8570/Jackson_Williams_Grand_Komnenoi.pdf?sequence=1&isAllowed=y
- Miller, William (1969). Trebizond: The last Greek Empire of the Byzantine Era: 1204–1461, 1926. Chicago: Argonauts
- Zehiroğlu, Ahmet M. (2016). Trabzon Imparatorlugu, 2, ISBN 978-605-4567-52-2
- ((de)) Trapp, Erich; Beyer, Hans-Veit; Walther, Rainer et al. (2001) [1976–1996]. Prosopographisches Lexikon der Palaiologenzeit, CD-ROM. Wien: Verlag der Österreichischen Akademie der Wissenschaften, ISBN 3-7001-3003-1, https://archive.org/details/ErichTrappProsopographischesLexikonDerPALAIOLOGENZEIT/mode/2up
- Winfield, David (1962). A Note on the South-Eastern Borders of the Empire of Trebizond in the Thirteenth Century. – Anatolian Studies, 12, JSTOR 3642522, http://jstor.org/stable/3642522

|  | Тази страница частично или изцяло представлява превод на страницата George, emperor of Trabizond в Уикипедия на английски. Оригиналният текст, както и този превод, са защитени от Лиценза „Криейтив Комънс – Признание – Споделяне на споделеното“, а за съдържание, създадено преди юни 2009 година – от Лиценза за свободна документация на ГНУ. Прегледайте историята на редакциите на оригиналната страница, както и на преводната страница, за да видите списъка на съавторите. ВАЖНО: Този шаблон се отнася единствено до авторските права върху съдържанието на статията. Добавянето му не отменя изискването да се посочват конкретни източници на твърденията, които да бъдат благонадеждни. |